# Mástique

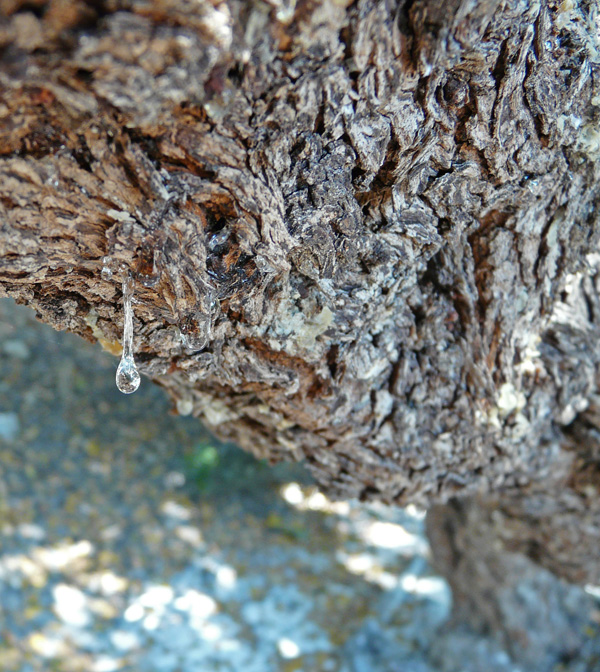
Gota de resina del lentisco.

El mástique o la almáciga es una resina que se obtiene por medio de incisiones o raspaduras en la corteza del lentisco (Pistacia lentiscus), árbol de la familia de las terebintáceas que se puede encontrar en las zonas costeras de los países mediterráneos. Tradicionalmente se ha considerado al mástique de la isla de Quíos como la de mejor calidad, lo que le ha reportado a esta área geográfica grandes beneficios económicos y cierta fama (el mismo Cristóbal Colón comerció con la resina de esta región). Precisamente el cultivo del mástique de Quíos fue designado como Patrimonio Cultural Inmaterial de la Humanidad por la Unesco el 27 de noviembre de 2014.
Se ha usado desde muy antiguo, especialmente con fines terapéuticos, aunque a partir del siglo XIX, en algunas de sus aplicaciones, fue sustituida por la resina damar y, en la actualidad, por las resinas cetónicas.
Es ligeramente más dura que el damar y casi completamente soluble en aceite de trementina, aguarrás mineral, éter y etanol, mientras que tan solo lo es parcialmente en acetona, y en caliente, con aceites grasos. Por su parte, la solubilidad con la bencina es variable. Su punto de ablandamiento se sitúa entre los 100 - 120 °C y su índice de acidez está comprendido entre 50 y 80.
En el comercio se encuentran dos variedades llamada una de lágrimas y común la otra. 
- El mástique en lágrima tiene un color amarillo pálido, superficie pulverulenta, es fractuosa, vidriosa, de transparencia opalina, con olor dulce y agradable y sabor resinoso aromático. Se congela en gotas sobre las ramas y es la más estimada por ser las más pura. Se ablanda tan fácilmente como la cera. Se extrae por incisión de una variedad del lentisco. Los estatuarios la usan para pegar los fragmentos de mármol.
- El mástique común se diferencia de la anterior por su color oscuro y por las impurezas que contiene. Sus propiedades son tónico-astringentes. Antiguamente, se usaba como masticatorio para aromatizar las encías y aún se le da este empleo en Oriente. Actualmente, se usa como chicle[6] y es un remedio conocido contra el Helicobacter pylori.[7]